# ۱۳۲۳ (قمری)
۱۳۲۳ (قمری)، هزار و سیصد و بیست و سومین سال در گاهشماری هجری قمری است. اول محرم این سال برابر با هشتم مارس سال ۱۹۰۵ میلادی است.

## درگذشتگان
تاج الملوک (ام الخاقه)

## وابسته
- تاج الملوک (قاجار)
- الحدید (روزنامه)